# Тихоновский общежительный мужской монастырь
Тихоновский общежительный мужской монастырь располагался в 6 вёрстах к северу от города Задонска Воронежской губернии (теперь на этой территории располагается Тихоновский Преображенский епархиальный женский монастырь Липецкой епархии Русской православной церкви).

## История основания
Общий вид монастыря.
Из материалов Воронежских епархиальных ведомостей выпуска 1882 года, номеров 13, 14, 15. Написано Иеромонахом Задонского Богородицкого монастыря Геронтием. Новая обитель эта, посвящена новоявленному угоднику Божию и Чудотворцу, Тихону Задонскому. Возникла в 1886 году, на возвышенном берегу реки Дон, протекающей с запада от обители, недалеко от города Задонск. Именуется в народе как Скит. Местность представляет здесь густой, роскошный лес, в котором буквально утопает тихий приют. Лишь только шпиль колокольни, да купол главного собора возвышаются над зеленью величественного леса. Внутренность монастыря представляет из себя просторную квадратную площадку. В средине её возвышается каменный, византийского стиля двухэтажный собор, (заложен в 1879 году), во имя Троицы Живоначальной. В нижнем этаже главный престол в честь Успения Богородицы. Слева от собора, деревянные одноэтажные домики-келии, огороженные палисадниками. Рядом расположена деревянная кладбищенская церковь, освящённая во имя Святителя Тихона, (построена в 1865 году). К церкви тесно примыкают деревянные двухэтажные покои настоятельские, оканчивающиеся небольшой колокольней. К юго-западу виден новый на каменном полуэтаже, деревянный, двухэтажный корпус с балконом. Верхняя часть для настоятелей, а в нижнем этаже устроена больница на 12 кроватей. К югу красуется, итальянского стиля, трёхъярусная колокольня, под нею широкие въездные ворота, параллельно им есть ещё одни ворота у юго-восточной башни. На восточной стороне, близ храма расположен двухэтажный каменный корпус для братии. Обитель обнесена каменной оградой с башнями по лицевой её стороне. От ворот, к Тихоновскому источнику, расположенному на левом берегу речки Проходни, пролегает мощёная дорога. Через речку перекинут деревянный мост. Над источником устроена небольшая часовня. Слева от часовни несколько келий, в которых живут заведующие ею монахи. Справа, две деревянных купальни, крытых черепицей. По другую сторону речки выстроены конюшни, сараи и гостиница. Есть ещё гостиница наверху у юго-западной башни, более приличная, для высоких гостей. В целом местность вся, довольно живописна, дышит умиротворением и величием.
История возникновения.
В 1865 году на месте этом, стараниями Архимандрита Димитрия, была воздвигнута первая, вышеупомянутая деревянная церковь, во имя Святителя Тихона. При храме тогда же построено несколько келий, для жительства иноков, пожелавших переселиться сюда из Задонского монастыря. В течение двух-трёх лет постройки стали напоминать уже небольшой скит. В 1866 году город Задонск посетил известный Тамбовский помещик, статский советник, Василий Петрович Воейков. Местность эта, при посещении им, необыкновенно ему понравилась настолько, что он на собственные средства решил устроить здесь самостоятельный общежительный монастырь. Для этой цели в 1869 году приобрёл имение в Рязанском уезде, близ села Золотуха, в количестве 800 десятин. В 1871 году Воейков составил завещание на передачу этого имения в распоряжение настоятеля Задонского монастыря, архимандриту Димитрию, с тем, чтобы последний построил здесь новый монастырь. От себя отправил прошение в том же священному Синоду в 1872 году, которое и было удовлетворено по инстанциям и утверждено указом св. Консистории от 10 сентября 1872 года № 6286. С этого времени, стараниями Архимандрита Димитрия, господина В. П. Воейкова, а также помощником Иеромонахом Алексеем выбранным строителем из иноков Задонского монастыря и началось основное устройство обители. К началу 20 го века Тихоновский монастырь насчитывал уже до 100 монахов.

## После революции
После революции 1917 года обитель постигла та же участь, что и большинство русских монастырей. В декабре 1920 года обитель была закрыта. Монастырь разграбили и практически полностью разрушили. Затем продолжительное время на его территории размещался Задонский психоневрологический интернат.

## В настоящее время
В 1991 году, 29 апреля, территория Тихоновского монастыря была возвращена Русской православной церкви. Здесь, возрождается новая обитель, теперь женская, именуемая как Тихоновский Преображенский монастырь.